# Rede Antares
A Rede Antares (Rede de Serviços de Informação), originalmente denominada Serviço Público de Acesso a Bases de Dados - SPA, coordenada pelo IBICT, foi criada em 1993 para oferecer serviço de informação à comunidade acadêmica, ao setor de pesquisa, ao setor produtivo, a estudantes e outros setores da sociedade, por meio de comunicação de dados: Rede Nacional de Pesquisas- RNP/ Internet e Rede Nacional de Comutação de Pacotes- RENPAC. Operacionalizada com uma Unidade Coordenadora, Centros Distribuidores: PA's- Instituições prestadoras de serviços para atender a demanda de informação da comunidade científica e tecnológica no Brasil- e Postos de Serviço. Importante Rede para estrutura de ICT no país.